# Sicilianska aftonsången

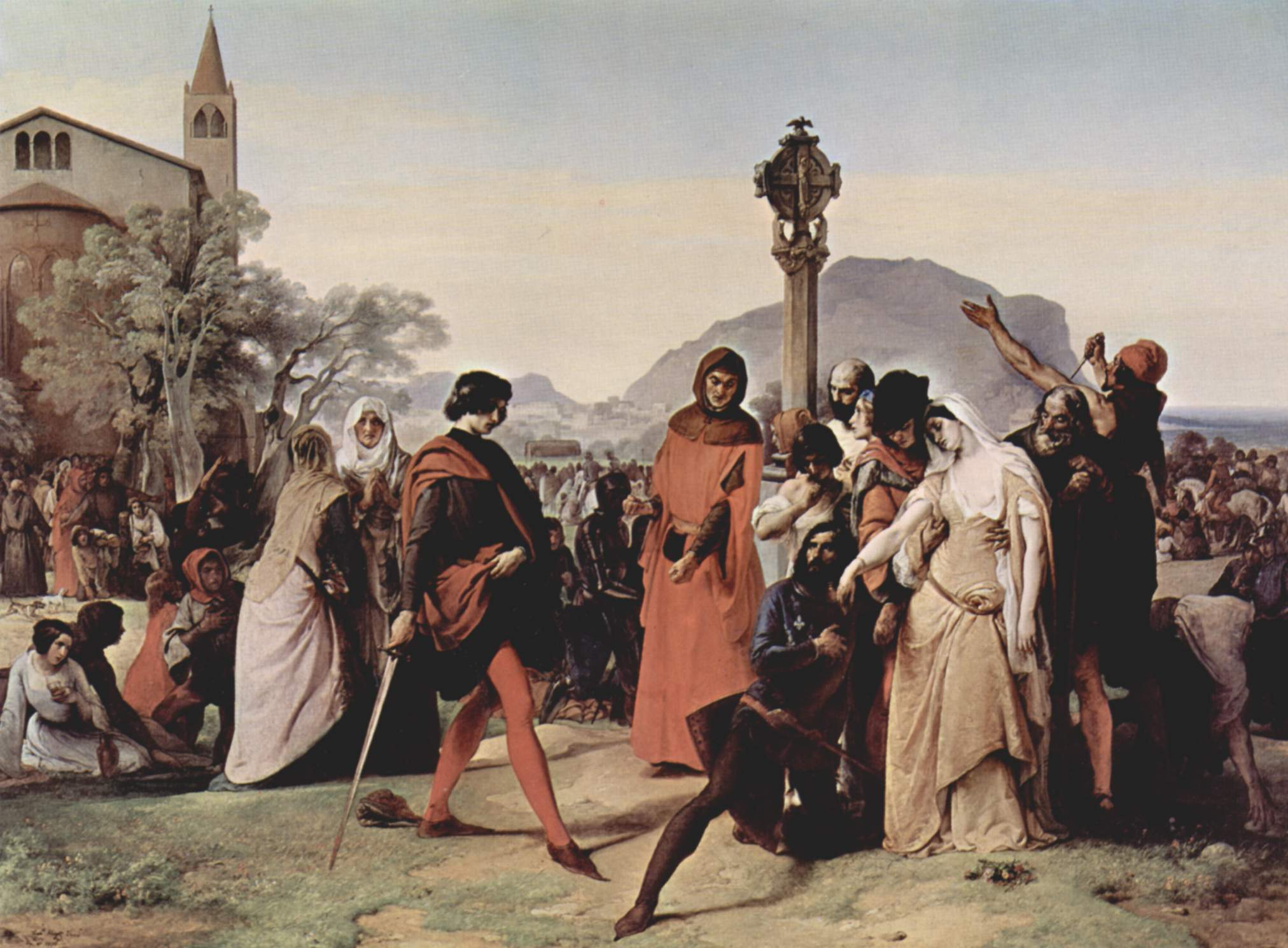
Sicilianska aftonsången, målningar av Francesco Hayez från 1846.

För operan, se Sicilianska aftonsången (opera).
Sicilianska aftonsången (italienska: vespro siciliano eller vespri siciliani) kallas den resning som den 30 eller 31 mars 1282 utbröt i Palermo i kungariket Sicilien. Resningen var mot det regerande kungahuset Anjou och ledde till att fransmännen fördrevs från ön Sicilien.

## Historik

### Bakgrund
Den sicilianska aftonsången inledde en ny fas på medelhavsön Sicilien, som under seklen omväxlande styrts av olika mer eller mindre främmande härskare (grekiska, karthagiska, romerska, bysantinska, arabiska, normandiska, tyska, franska, aragonska, spanska etc). 1266 tog det franska kungahuset Anjou över som herrar över kungariket Sicilien (som då även inkluderade södra Italien).
Maktövertagandet skedde efter slaget vid Benevento 1266, där Karl I av Neapel vann mot Manfred av Sicilien. Bakgrunden till slaget var en pågående kamp om inflytande i Italien mellan tysk-romerska riket och den påvliga Kyrkostaten. Manfred (född som oäkta son, endast senare förklarad son legitim son) hade tagit över både Syditalien och Sicilien efter sin far Fredrik II:s död, och påven Urban IV sökte 1264 återfå en del av kontrollen genom att erbjuda Siciliens krona åt Karl av Anjou, bror till den franske kungen Ludvig IX. 
Efter slaget vid Benevento (en ort nära Neapel) övertog kungahuset Anjou makten på både ön och fastlandet. Det franska inflytandet växte därefter på ön, och Karls hårda styre ledde till missnöje.

### Förlopp
Resningen inleddes som en massaker mot franska soldater. Den utformades som attacker mot soldater som var stationerade utanför en kyrka där man arrangerade aftongudstjänst (vesper). En tillfällighet (en fransman skymfade en siciliansk dam under aftonsången) blev signalen till ett plötsligt överfall från befolkningens sida på de länge hatade fransmännen, vilka skoningslöst nedhöggs.
Resningen har skildrats som resultatet av en vitt utbredd, planmässig sammansvärjning, där sicilianska adelsmän som Giovanni da Procida spelade en viktig roll. Senare forskning har dock uppdagat att mordet på fransmännen i Palermo den 30 mars endast var ett spontant uttryck av folkets förbittring emot fransmännen.  

### Följder
Revolutionen spred sig till Siciliens övriga städer. Peter III av Aragonien, som var närmaste arvinge till den tidigare kungen Konradin, landsteg vid Trapani i augusti samma år. Aragonien och Bysantinska riket hade lierat sig mot Karls växande makt i Medelhavet, och efter den aragonska landstigningen vid Trapani var Karl tvungen av överge Sicilien.
Aragonien och huset Anjou (som nu hade Neapel som lokalt maktcentrum) fortsatte strida om Sicilien fram till 1302. Det året förlorade Anjou, trots stöd från den franska centralmakten, till slut kampen om Sicilien i samband med freden i Caltabelotta, och ön kom att erkännas som del av det växande aragoniska riket (Aragoniska kronan). Rent formellt blev ön självständig som "kungariket Trinacria", men som lydande under Aragoniska kronan.

## Uttrycket
Uttrycket "sicilianska aftonsången" var okänt för samtiden. Det började användas först vid mitten av 1400-talet och blev allmänt känt först i början av 1500-talet. Uttrycket fick förnyad spridning i samband med Giuseppe Verdis opera Sicilianska aftonsången från 1855.